# Cybocephalus nigripes
Cybocephalus nigripes is een keversoort uit de familie Cybocephalidae. De wetenschappelijke naam van de soort is voor het eerst geldig gepubliceerd in 1907 door Sahlberg.